# Ersilio Tonini
Ersilio Tonini, italijanski rimskokatoliški duhovnik, škof in kardinal, * 20. julij 1914, Centovera di San Giorgio Piacentino, Italija, † 28. julij 2013, Ravena.

## Življenjepis
18. aprila 1937 je prejel duhovniško posvečenje.
28. aprila 1969 je bil imenovan za škofa Macerata-Tolentina; škofovsko posvečenje je prejel 2. junija istega leta. Med 22. novembrom 1975 in 27. oktobrom 1990 je bil nadškof Ravenne e Cervie.
26. novembra 1994 je bil že v pokoju povzdignjen v kardinala in imenovan za kardinal-duhovnika SS. Redentore a Valmelaina.
Umrl je le en teden po svojem 99. letu starosti.